# Russische parlementsverkiezingen 2021

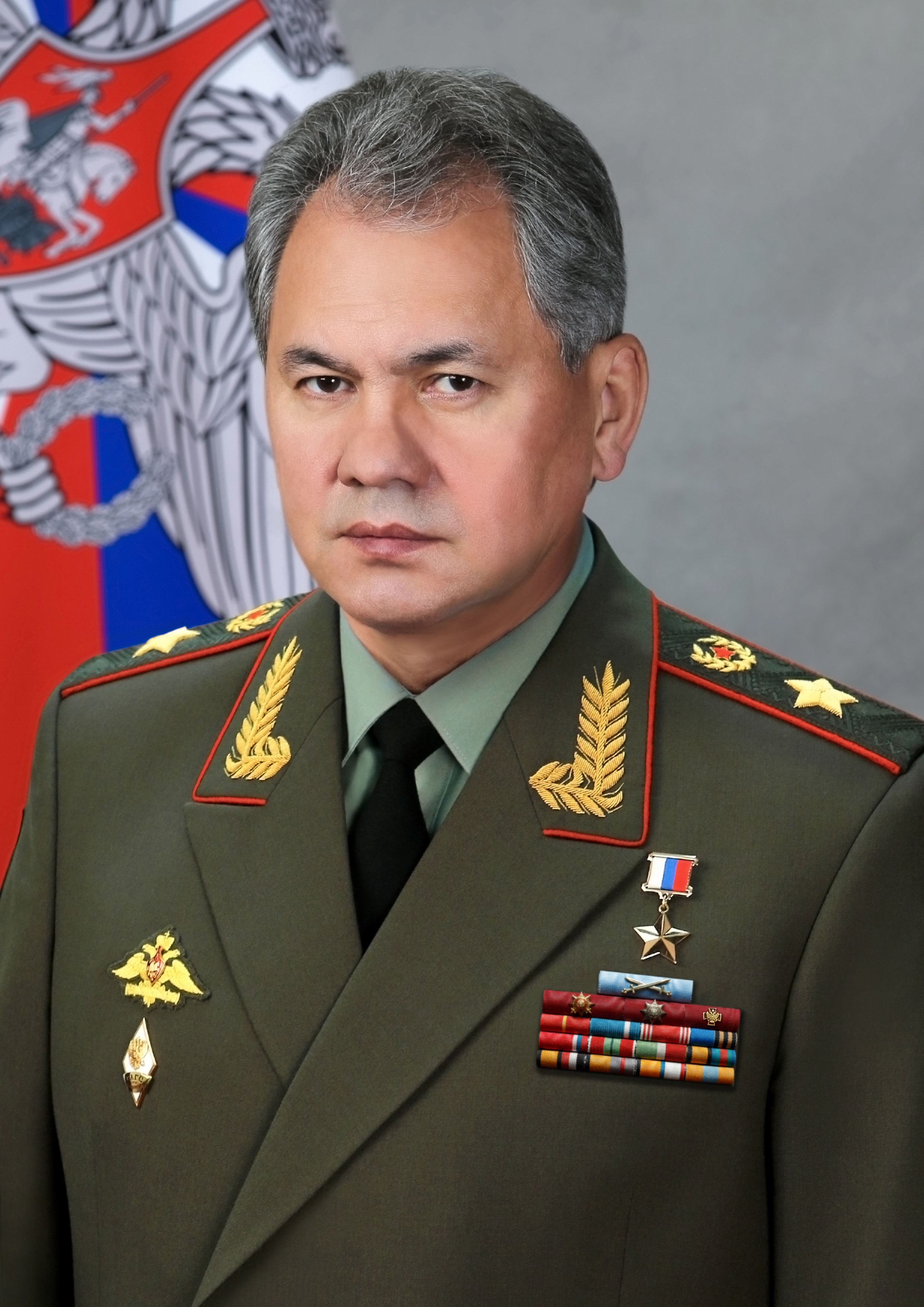
Minister van Defensie Sergej Sjojgoe, lijsttrekker Verenigd Rusland

De Russische parlementsverkiezingen van 2021 vonden plaats van 17 september tot en met 19 september van dat jaar. Verkiezingen verlopen doorgaans niet eerlijk in de Russische Federatie en de verkiezingen van 2021 vormden daarop geen uitzondering. De verkiezingen werden gewonnen door regeringspartij Verenigd Rusland van president Vladimir Poetin. De partij kreeg 49,8% van de stemmen, goed voor 324 zetels in de 450 zetels tellende Staatsdoema (federaal parlement).
De partij Rusland voor de Toekomst (RB) van oppositieleider Aleksej Navalny was uitgesloten van deelname aan de verkiezingen.

## Uitslag
De opkomst lag met zo'n 51% hoger dan bij de verkiezingen van vijf jaar eerder. Verenigd Rusland leed een klein verlies t.o.v. de vorige verkiezingen en verloor 19 zetels. Met 324 bleef zij de andere partijen echter ruim voor. De Communistische Partij van de Russische Federatie (KPRF) werd met 57 zetels de tweede partij in de Staatsdoema; een winst van 15 zetels. De uiterst rechtse Liberaal-Democratische Partij van Rusland (LDPR) werd als derde partij van het land voorbij gestreefd door de links-nationalistische partij Rechtvaardig Rusland. De nieuwkomer Nieuwe Mensen (NL), een centristische partij met een liberaal en communitarisch programma, kwam vanuit het niets op 13 zetels uit.
| Uitslag van de parlementsverkiezingen                                | Uitslag van de parlementsverkiezingen | Uitslag van de parlementsverkiezingen            | Uitslag van de parlementsverkiezingen | Uitslag van de parlementsverkiezingen | Uitslag van de parlementsverkiezingen | Uitslag van de parlementsverkiezingen | Uitslag van de parlementsverkiezingen | Uitslag van de parlementsverkiezingen |
| #                                                                    | Logo                                  | Partij                                           | Russisch                              | Stemmen                               | Lijsttrekker                          | %                                     | Zetels                                | Verschil                              |
| -------------------------------------------------------------------- | ------------------------------------- | ------------------------------------------------ | ------------------------------------- | ------------------------------------- | ------------------------------------- | ------------------------------------- | ------------------------------------- | ------------------------------------- |
| 1.                                                                   | Logo Verenigd Rusland                 | Verenigd Rusland(a)                              | Единая Россия                         | 28.064.258                            | Sergej Sjojgoe                        | 49,8%                                 | 324 / 450                             | -19                                   |
| 2.                                                                   | Logo KPRF                             | Communistische Partij van de Russische Federatie | КПРФ                                  | 10.660.599                            | Gennadi Zjoeganov                     | 18,9%                                 | 57 / 450                              | +15                                   |
| 3.                                                                   | Logo Rechtvaardig Rusland             | Rechtvaardig Rusland(a)                          | Справедливая Россия                   | 4.201.715                             | Sergej Mironov                        | 7,5%                                  | 27 / 450                              | +4                                    |
| 4.                                                                   | Vlag van de LDPR                      | Liberaal-Democratische Partij van Rusland        | ЛДПР                                  | 4.252.096                             | Vladimir Zjirinovski                  | 7,5%                                  | 21 / 450                              | -18                                   |
| 5.                                                                   |                                       | Nieuwe Mensen(a)                                 | Новые люди                            | 2.997.676                             | Aleksej Nechayev                      | 5,3%                                  | 13 / 450                              | NIEUW                                 |
| 7.                                                                   | Logo Jabloko                          | Jabloko                                          | Яблоко                                | 753.280                               | Nikolai Rybakov                       | 1,3%                                  | 0 / 450                               | —                                     |
| 10.                                                                  | Logo Rodina                           | Rodina(a)                                        | Родина                                | 450.437                               | Aleksej Zjoeravlyov                   | 0,5%                                  | 1 / 450                               | —                                     |
| 13.                                                                  | Logo Partij voor Groei                | Partij voor Groei(a)                             | Партия Роста                          | 291.483                               | Boris Titov                           | 0,5%                                  | 1 / 450                               | +1                                    |
| 14.                                                                  | Logo Burgerplatform                   | Burgerplatform                                   | Гражда́нская Платфо́рма                 | 86.964                                | Rifat Sjaichoetdinov                  | 0,2%                                  | 1 / 450                               | —                                     |
|                                                                      |                                       | Partijloos                                       |                                       |                                       |                                       | 8,2%                                  | 5 / 450                               | +4                                    |
|                                                                      | Totaal (opkomst: 51,6%)               | Totaal (opkomst: 51,6%)                          |                                       | 56.331.008                            |                                       | 100,00%                               | 450                                   |                                       |
|                                                                      | Geregistreerde kiezers                | Geregistreerde kiezers                           |                                       | 109.204.662                           |                                       |                                       |                                       |                                       |
| (a): pro-Kremlinpartijen, aangesloten bij het Al-Russisch Volksfront |                                       |                                                  |                                       |                                       |                                       |                                       |                                       |                                       |
| Bron: Uitslag                                                        |                                       |                                                  |                                       |                                       |                                       |                                       |                                       |                                       |